# Paradise Lost
Paradise Lost britanski je gothic metal-sastav osnovan 1988. godine u Halifaxu. Jedan je od prvotnih death/doom i gothic metal-sastava. Veliku utjecajnost sastava u heavy metal glazbi potvrdio je i pjevač Jonas Renkse iz sastava Katatonia koji je izjavio kako je njegova grupa nastala "kao skupina velikih obožavatelja Paradise Losta".
Postava grupe već je dugo vremena stabilna (što je uglavnom rijetka pojava među dugogodišnjim heavy metal sastavima) te ju sačinjavaju vokalist Nick Holmes, gitaristi Greg Mackintosh i Aaron Aedy te basist Steve Edmondson. Holmes i Mackintosh glavni su skladatelji glazbe sastava, što je vidljivo iz činjenice da su gotovo sve pjesme sastava pripisane njima. Tijekom godina, sastav je mijenjao jedino bubnjare; trenutni bubnjar sastava je Waltteri Väyrynen koji se pridružio sastavu 2017. godine.

## Povijest

### Rani demouradci i godine s Peacevilleom (1988. – 1991.)
Nakon svojeg osnutka 1988. godine, Paradise Lost objavljuje tri demouratka na kazeti: Paradise Lost, Frozen Illusion i Plains of Desolation. Godinu dana kasnije sastav potpisuje ugovor s diskografskom kućom Peaceville Records. U prosincu iste godine sastav snima svoj debitantski album Lost Paradise u studiju Academy Music. Album je objavljen u veljači 1990. godine.
U studenom 1990. godine sastav se ponovno vraća u studio Academy Music kako bi snimio svoj drugi studijski album Gothic. Album je objavljen u ožujku 1991. godine. Tim se albumom sastav počinje odmicati od prethodno zastupljenog death/doom zvuka koristeći se klavijaturama i ženskom vokalnom pratnjom.

### Godine s Music for Nationsom (1992. – 1995.)
Ubrzo nakon objave Gothica Paradise Lost napušta Peaceville i potpisuje ugovor s diskografskom kućom Music for Nations s kojom objavljuje svoj treći studijski album Shades of God u srpnju 1992. godine. Glazbeni stil sastava na ovom je albumu nastavio sa svojom evolucijom; pjesmama su dodani tiši prijelazi, vokalist Nick Holmes ublažio je svoju vokalnu tehniku growlanja te je Gregor Mackintosh počeo koristiti i akustičnu gitaru u pjesmama sastava. Album sadrži i pjesmu "As I Die" koja je kasnije posebno objavljena i na istoimenom EP-u.
Sastav snima svoj četvrti album Icon za vrijeme ljeta 1993. te ga objavljuje u rujnu iste godine. Album je značajan po tome što je na njemu Nick Holmes u potpunosti odbacio svoju tehniku growlanja te ju je zamijenio "dernjavom po uzoru na Jamesa Hetfielda".
Iste godine izvorni bubnjar sastava Matthew Archer napušta grupu te u prosincu 1994. godine bubnjar Lee Morris zauzima njegovo mjesto. Paradise Lost odlazi u studio početkom siječnja 1995. godine kako bi snimio svoj peti album Draconian Times. Album je objavljen u lipnju iste godine.

### One Secondi godine s EMI-jem (1996. – 2001.)
Na svojem šestom albumu One Second (objavljenom 1997. godine) sastav počinje eksperimentirati s elementima synthpopa i elektroničke glazbe po uzoru na grupu Depeche Mode. One Second je ujedno i jedan od najuspješnijih albuma sastava; album se popeo na popis top 10 albuma u Njemačkoj, Švedskoj i Finskoj.
Nakon objave albuma One Second, sastav napušta Music for Nations i potpisuje ugovor s njemačkom diskografskom kućom EMI Electrola koja 1999. godine objavljuje sedmi album skupine Host. Na albumu sastav nastavlja eksperimentirati s novim zvukovima, gotovo brišući utjecaje svojih heavy metal korijena.
Na svojem sljedećem albumu Believe in Nothing (objavljenom 2001.) Paradise Lost nastavlja s velikom uporabom sintesajzera, no za razliku od svog prethodnika, Believe in Nothing također sadrži i elemente rock glazbe koje je sastav zbog EMI-evog naloga prisilno uklopio u pjesme.

### Godine s GUN Recordsom (2002. – 2005.)
U svibnju 2002. godine sastav potpisuje ugovor s diskografskom kućom GUN Records. Iste godine GUN-ov ogranak Supersonic Records objavljuje deveti album skupine Symbol of Life kojim se Paradise Lost vraća svojim metal korijenima. Na albumu se također pojavljuju i gostujući glazbenici kao što su Devin Townsend, Jamie Muhoberac i Lee Dorrian.
U ožujku 2004. godine bubnjar Lee Morris napušta sastav te njegovo mjesto zauzima bubnjar Jeff Singer. Godinu dana kasnije GUN objavljuje istoimeni deseti album sastava.

### Godine s Century Mediom (2006. –danas)
U svibnju 2007. godine diskografska kuća Century Media objavljuje jedanaesti album skupine, In Requiem; album su jednako dobro prihvatili i glazbeni kritičari i obožavatelji koji su bili zadovoljni povratku težem, gothic metal zvuku koji stilski podsjeća na ranije albume skupine, poglavito na album Draconian Times. Objavi albuma prethodila je objava singla The Enemy na kojem je Singer konačno naveden kao trajni član sastava (pošto to nije bio slučaj na istoimenom albumu sastava). U jednom su intervjuu Mackintosh i Holmes izjavili kako je Singer pohađao bubnjarsku audiciju već u doba kada je Archer napustio grupu, no da je sastav tada za bubnjara odabrao Morrisa zato što je "[Singer] imao ružičasti bubnjarski set".
U studenom 2007. godine Century Media objavljuje DVD Over the Madness koji uz pomoć intervjua s raznim izvođačima prati i dokumentira utjecaj sastava na gothic metal te omogućuje uvid u njegov način rada, stil skladanja i pisanja pjesama. Disk 2 uključuje dodatne intervjue, videozapise s proba te snimke iza bine.
Bubnjar Jeff Singer 13. kolovoza 2008. na službenim stranicama sastava najavljuje svoj izlazak iz grupe; izjavio je kako to čini jer želi biti sa svojom obitelji te jer je uskoro trebao biti zaposlen, a nadolazeća bi se turneja sastava po Južnoj Americi umiješala u njegove primarne planove. Zbog tog je razloga sastav bio primoran otkazati turneju; no samo petnaest dana kasnije na službenoj je stranici sastava najavljeno kako turneja ipak neće biti otkazana, pošto je Mark Heron iz sastava Oceansize odlučio postati koncertni bubnjar grupe.
Početkom 2009. godine Paradise Lost snima album s producentom Jensom Bogrenom u studiju Fascination Street Studios u Örebru, Švedskoj. U to vrijeme sastav još nije imao stalnog bubnjara koji bi mijenjao Jeffa Singera, pa je bubnjeve stoga svirao svirao švedski studijski bubnjar Peter Damin. Dana 16. ožujka 2009., kada je proces snimanja albuma već bio završen, sastavu se trajno pridružuje bubnjar Adrian Erlandsson (poznat po svojem radu u grupama At the Gates i Cradle of Filth).
Paradise Lost 18. lipnja 2009. službeno izjavljuje kako će Faith Divides Us - Death Unites Us biti naziv njihovog novog albuma te da će ga objaviti diskografska kuća Century Media Records – 25. rujna u Njemačkoj, 28. rujna u ostatku Europe te 6. listopada 2009. godine u SAD-u.
Paradise Lost nastupio je 18. rujna 2010. godine kao istaknuti sastav na Jägermeisterovoj pozornici na festivalu Ozzfest 2010.
Krajem 2011. Paradise Lost započinje sa snimanjem svojeg trinaestog studijskog albuma, Tragic Idol; album je snimljen u studiju The Chapel u Lincolnshireu te je objavljen 23. travnja 2012. Budući da Adrian Erlandsson nije bio u mogućnosti nastupati sa sastavom na nekoliko koncerata u svrhu promocije albuma, sastavu se kao koncertni bubnjar nakratko ponovno pridružio Jeff Singer.
Paradise Lost je nastupio i svirao nekoliko svojih pjesama na dodjeli nagrada Metal Hammer Golden Gods; sastavu se pridružila Cristina Scabbia na pjesmi Say Just Words te Gus G. na obradi pjesme Black Sabbatha Into the Void.
Dana 15. kolovoza 2013. godine objavljene su ilustracije i naslovnica za kompilaciju b-strana pod imenom Tragic Illusion 25. Između rujna i listopada 2013. godine također su objavljene i neke pjesme s albuma, poput nove pjesme pod imenom Loneliness Remains te starih pjesama koje su bile ponovno snimljene, kao što su Our Savior 2013 s albuma Lost Paradise te pjesma Gothic 2013 s albuma Gothic. Album je objavljen 5. studenog 2013.
Paradise Lost je 27. listopada 2013. godine najavio kako će skladanje četrnaestog albuma započeti nakon turneje u počast dvadeset i pete godišnjice sastava te da će snimanje albuma započeti u lipnju 2014.
Sastav je 20. rujna 2014. godine nastupio na posebnom jednokratnom koncertu u plovdivskome amfiteatru u Plovdivu, Bugarskoj zajedno s plovdivskim filharmonijskim orkestrom. Sastav je svirao i tada neobjavljenu novu pjesmu pod imenom Victims of the Past.
Dana 29. prosinca 2014. službeno je objavljeno kako će naziv novog albuma biti The Plague Within. U intervjuu s Rock Sins, Nick Holmes je izjavio kako će novi album imati elemente cjelokupnog prethodnog Paradise Lost materijala, uključujući i povratak death/doom zvuku ranih dana grupe, komentirajući da "postoje neke pjesme koje su mogle biti napisane 1989., nekoliko stvarnih doom/death pjesama stare škole koje će iznenaditi nekoliko ljudi kad ih čuju". Album je bio objavljen 2. lipnja 2015.

### Godine s Nuclear Blastom (2016. –danas)
Paradise Lost 1. je rujna 2017. objavio svoj petnaesti studijski album, Medusa. Skupina je nastavila svoj povratak žešćemu zvuku sličnijem doom metalu. Pjevač Nick Holmes izjavio je: "...zasigurno naš najžešći album; najžešći koji smo ikada napravili." Medusa je dobila pozitivne kritike i pozitivne reakcije obožavatelja.

## Članovi sastava
| Trenutni članovi - Nick Holmes – vokali (1988. – danas) - Gregor Mackintosh – solo gitara, klavijature (1988. – danas) - Aaron Aedy – ritam gitara (1988. – danas) - Steve Edmondson – bas-gitara (1988. – danas) - Waltteri Väyrynen – bubnjevi (2016. - danas), koncertni bubnjevi (2015.) | Bivši članovi - Matthew "Tudds" Archer – bubnjevi (1988. – 1993.) - Lee Morris – bubnjevi (1994. – 2004.) - Jeff Singer – bubnjevi (2004. – 2008.), koncertni bubnjevi (2009., 2012., 2013., 2014.) - Adrian Erlandsson – bubnjevi (2009. – 2016.) | Bivši koncertni članovi - Milly Evans – gitara (1999., 2009. – 2010.), klavijature, prateći vokali (2011.) - Mark Heron – bubnjevi (2008.) |

## Diskografija
Studijski albumi
- Lost Paradise (1990.)
- Gothic (1991.)
- Shades of God (1992.)
- Icon (1993.)
- Draconian Times (1995.)
- One Second (1997.)
- Host (1999.)
- Believe in Nothing (2001.)
- Symbol of Life (2002.)
- Paradise Lost (2005.)
- In Requiem (2007.)
- Faith Divides Us - Death Unites Us (2009.)
- Tragic Idol (2012.)
- The Plague Within (2015.)
- Medusa (2017.)
- Obsidian (2020.)

EP-ovi
- As I Die (1993.)
- Seals the Sense (1994.)
- Gothic EP (1995.)

Koncertni albumi
- At the BBC (2003.)
- The Anatomy of Melancholy (2008.)
- Draconian Times MMXI (2011.)
- Tragic Illusion Live at the Roundhouse, London (2013.)
- Symphony for the Lost (2015.)

Demo uradci
- Morbid Existence (1988.)
- Paradise Lost (1988.)
- Frozen Illusion (1989.)
- Plains of Desolation (1990.)
- 20 Lost Minutes (1995.)